# Itaouéret
Itaouéret (Ita l'aînée) est une fille d'Amenemhat II roi de l'Égypte antique de la XIIe dynastie. Elle est connue grâce à sa sépulture près de la pyramide du roi Amenemhat II à Dahchour.

## Sépulture

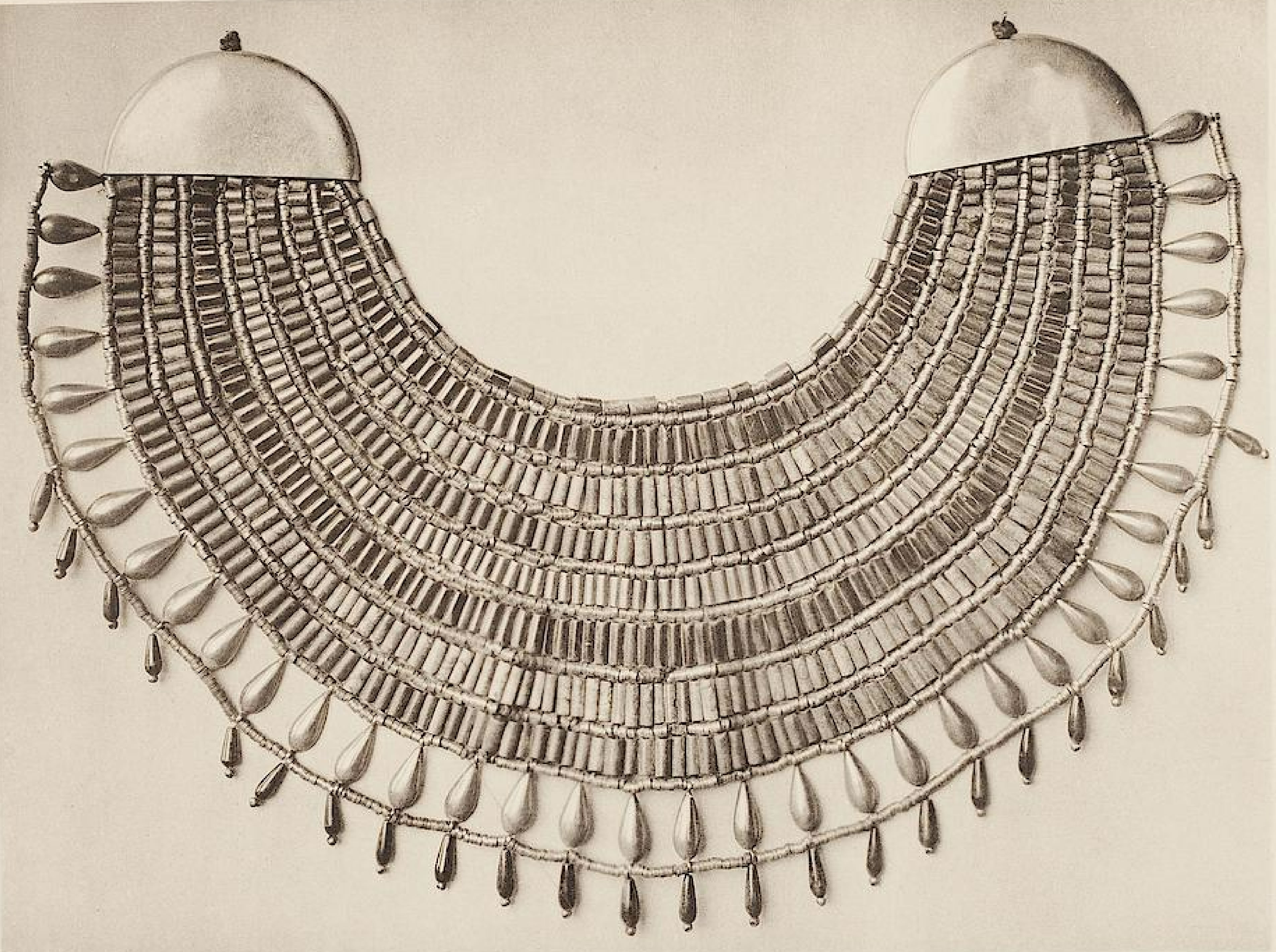
Collier d'Itaouéret, trouvé sur son corps

La sépulture a été retrouvée intacte et contenait un cercueil en bois décoré et une boîte à canopes contenant des textes religieux, ainsi que son nom.
Certains ornements personnels ont également été trouvés dans la tombe.
L'emplacement de la tombe pourrait indiquer qu'elle était une fille d'Amenemhat II, mais il manquerait une preuve définitive.
La statue en bois d'un cygne trouvée dans ses appartements funéraires est remarquable.